# Battaglia di Ostia
La battaglia di Ostia fu una scontro navale combattuto nell'estate dell'849 nel Mar Tirreno tra una coalizione di Stati italiani (Stato Pontificio, Ducati di Amalfi, Gaeta, Napoli e Sorrento) e una flotta saracena.

## Premesse
A partire dall'anno 827 (data del loro primo sbarco a Mazara del Vallo) gli Arabi, dopo avere esteso il loro dominio a tutta l'Africa settentrionale e parte della Spagna, cominciano la progressiva conquista della Sicilia che utilizzano come base per compiere razzie in tutta l'area del Tirreno.

## La battaglia
Nell'estate dell'849 una flotta costituita dalle navi dei ducati di Napoli, Amalfi, Gaeta e Sorrento riunite nella Lega campana, sotto la guida del console Cesario di Napoli (figlio secondogenito del duca di Napoli Sergio), sbaragliò una flotta di navi saracene che si apprestava a sbarcare presso Ostia con l'intento di operare l'invasione e la devastazione di Roma.
Il console Cesario, giunto in soccorso, si presentò a Roma; si fece annunziare al pontefice Leone IV, che lo accolse in Laterano e che riaccompagnatolo a Ostia benedisse i guerrieri della Lega campana con una preghiera ch'è rimasta nella storia della liturgia cattolica.
Quando, la mattina seguente, s'appressarono le navi africane, Cesario le investì vigorosamente, affondandone parte. Lo scontro tra le due flotte fu violentissimo e durò un'intera giornata con esito incerto, fin quando un'improvvisa tempesta non sopravvenne creando lo scompiglio tra le navi saracene. I più esperti marinai campani ebbero allora il sopravvento infliggendo al nemico gravi perdite e catturando numerosi prigionieri.
Fu, secondo vari storici, la più insigne vittoria navale dei cristiani sui musulmani prima della battaglia di Lepanto.

## Nelle arti
La battaglia è stata immortalata da Raffaello con un celebre affresco in una delle Stanze Vaticane; segnatamente nella "Stanza dell'Incendio di Borgo": Raffaello Battaglia di Ostia (1514-1515).